# Daniel Larrechea
Pas d'image ? Cliquez ici

a Compétitions nationales et continentales officielles uniquement.

Dernière mise à jour le 11 novembre 2021.
Daniel Larrechea, né le 9 juillet 1977 à Bayonne (Pyrénées-Atlantiques), est un joueur français de rugby à XV qui évolue au poste de demi d'ouverture, notamment au sein de l'effectif de l'Aviron bayonnais. 

## Biographie
Après une saison 2004-2005 à l'Aviron bayonnais, son club formateur, il rejoint les Anglais de Sale entraînés par Philippe Saint-André.
En juin 2007, il revient à Bayonne, motivé par un retour dans sa ville natale.
En 2014, il intègre le staff technique de l'Aviron bayonnais responsable du jeu au pied.

## Carrière
- jusqu'en 2005 : Aviron bayonnais
- 2005-2007 : Sale Sharks
- 2007-2009 : Aviron bayonnais
- 2009-2010 : Bera Bera Rugby
- 2010-2011 : Saint Pée sur Nivelle - en tant que entraîneur-joueur

## Palmarès

### En tant que joueur
- Finaliste de Pro D2 en 2004

### En tant qu'entraîneur
- Champion de Cote basque Landes en division Promotion Honneur : 2011 (face à Saint-Jean-de-Marsacq)
- Quart de finaliste de Fédérale 2 en 2013 avec le Stade hendayais